# Place de la Comédie (Metz)
Pour les articles homonymes, voir Place de la Comédie.
La place de la Comédie est une voie de Metz en Moselle.

## Situation et accès
C'est une place d’architecture classique située au centre-ville de Metz située, devant le temple Neuf de Metz.
Sur le côté nord-ouest de la place se trouve l’opéra-théâtre de Metz.

## Historique
La place a été pavée en 1732, le théâtre lui-même étant construit entre 1738 et 1752.
En plus de l’Opéra-théâtre, on y trouve aussi l’hôtel de l’Intendance qui abrite la préfecture et quelques services du conseil général.

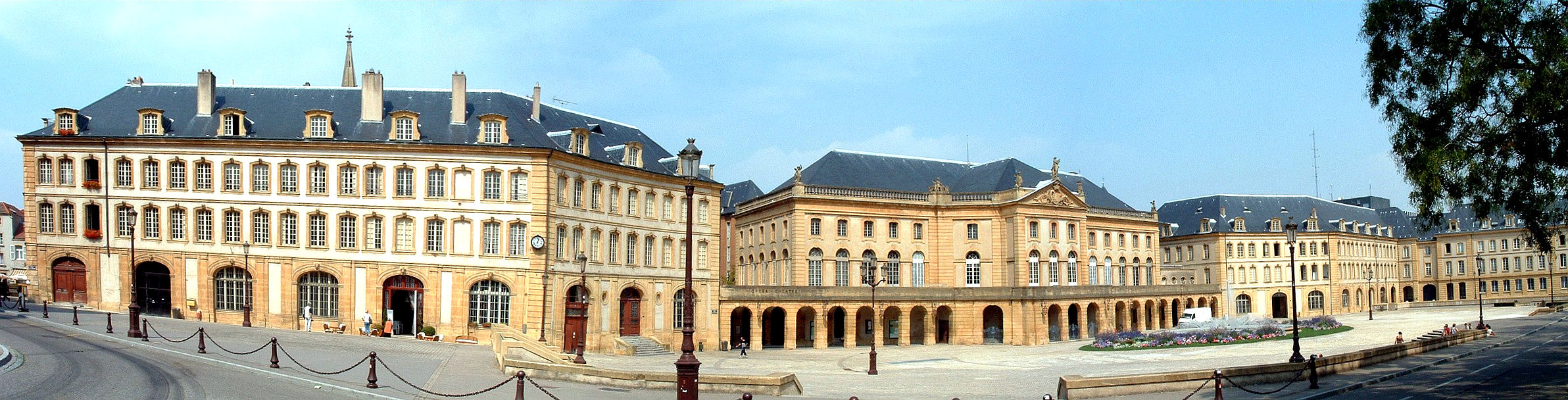
Place de la Comédie